# Karp zatorski
Karp zatorski – odmiana handlowa karpia, hodowanego w stawach rybnych w okolicy Zatora.
Odmiana powstała w ciągu wielowiekowego procesu hodowli i krzyżowania, zapoczątkowanego prawdopodobnie już w średniowieczu przez zakon cystersów, który trudnił się m.in. gospodarką rybacką i zakładaniem stawów hodowlanych. Obecnie oferowana na rynku odmiana jest hybrydą oryginalnego karpia hodowanego w stawach zatorskich z liniami hodowlanymi z Węgier, Jugosławii i Izraela, a także z linią gołyską. Ryba posiada ubarwienie oliwkowo-niebieskie, jest dobrze wygrzbiecona, ma zwartą formę i szybko ulega wzrostowi (do około 1100-1800 gramów). Posiada dużą masę mięsną. Smak ma delikatny i świeży, zapach silnie rybny. 
Efektywną gospodarkę rybną w okolicy Zatora zapoczątkowano w XIV wieku (już w XII wieku rozwijało się tu wcześniejsze rybołówstwo). Legenda głosi, że pierwsze stawy wykopali tatarscy jeńcy. Inicjatorami budów byli miejscowi notable, co przejawia się w nazewnictwie akwenów – m.in. Staw Kasztelan czy Starosta. Gospodarka rybacka na ziemi zatorskiej ma charakter ciągły i była przekazywana z pokolenia na pokolenie, stąd mieszkańców tego rejonu nazywano potocznie w XIX i na początku XX wieku karpikami lub karpianami. 
Obecnie hodowla karpi zatorskich prowadzona jest w następujących gminach: Zator, Spytkowice i Przeciszów (wspólny projekt Dolina Karpia – obszar ten obejmuje 134 km²). Nadal większość prac dwuletniego cyklu hodowlanego wykonywana jest ręcznie. Karmienie odbywa się pokarmem stawowym oraz za pomocą pszenicy, jęczmienia, pszenżyta i kukurydzy od lokalnych wytwórców.
28 lutego 2007 karp zatorski został wpisany na listę produktów tradycyjnych Ministerstwa Rolnictwa i Rozwoju Wsi w kategorii produkty rybołówstwa w województwie małopolskim.
20 maja 2011 nazwa „karp zatorski” została zarejestrowana przez Komisję Europejską jako Chroniona Nazwa Pochodzenia dla gmin Spytkowice, Przeciszów i Zator.